# Morgan Schneiderlin
Morgan Schneiderlin (* 8. listopadu 1989 Štrasburk) je francouzský profesionální fotbalista, který hraje na pozici defensivního záložníka za australský klub Western Sydney Wanderers FC, kde je na hostování z OGC Nice. Mezi lety 2014 a 2015 odehrál také 15 utkání v dresu francouzské reprezentace.

## Klubová kariéra
V seniorském fotbale debutoval v dresu Strasbourgu.

V červnu 2008 podepsal čtyřletý kontrakt s anglickým Southampton FC. V červenci 2015 podepsal čtyřletou smlouvu s Manchester United FC. V lednu 2017 přestoupil do Everton FC. Za tým z Liverpoolu odehrál celkově 88 zápasů.
V průběhu června 2020 přestoupil z Evertonu do francouzského Nice za kluby nezveřejněnou částku.

## Reprezentační kariéra
Hrál za mládežnické výběry Francie od kategorie U16.
Morgan Schneiderlin debutoval v A-týmu Francie 8. června 2014 v přípravném utkání proti reprezentaci Jamajky (výhra 8:0), dostal se na hřiště v 87. minutě.
Trenér Didier Deschamps jej vzal na Mistrovství světa 2014 v Brazílii jako náhradu za zraněné Francka Ribéryho a Clémenta Greniera. Francouzi vypadli na šampionátu ve čtvrtfinále s Německem po porážce 0:1.
Byl mezi nominovanými hráči i pro domácí EURO 2016.